# Àngel Galobart Lorente
Àngel Galobart Lorente (Sabadell, 1961) és un paleontòleg sabadellenc que dirigeix el departament de recerca del Mesozoic de l'Institut Català de Paleontologia Miquel Crusafont (ICP). És conegut principalment pel seu treball de camp a jaciments paleontològics de Catalunya, el País Valencià, i el sud de França, que ha resultat en el descobriment de Canardia garonnensis i Calmasuchus acri, entre d'altres espècies.
Després de llicenciar-se en Ciències Biològiques i doctorar-se en Geologia per la Universitat Autònoma de Barcelona, Galobart arribà a l'ICP l'any 1991, amb un càrrec de preparador i oficial d'excavacions. A principis de la dècada del 2000 aconseguí el lloc de conservador del Museu de l'ICP. La seva recerca se centra, d'una banda, en els dinosaures del Juràssic i el Cretaci, i de l'altra, en els animals del Plistocè inferior.
Des de març del 2015 és director del Museu de la Conca Dellà Arxivat 2015-05-18 a Wayback Machine. d'Isona i de l'espai Dinosfera Arxivat 2015-04-22 a Wayback Machine., de Coll de Nargó, dedicats a la difusió de la paleontologia.